# 피아노 소나타 1번 (프로코피예프)
세르게이 프로코피예프 피아노 소나타 1번 F단조 Op. 1은 1909년에 작곡되었다. 그것은 소나타 형식의 단일 악장으로 구성되어 있다.

## 세부악장
Allegro - Meno mosso - Piu mosso - Meno mosso